# Lennart Kindgren

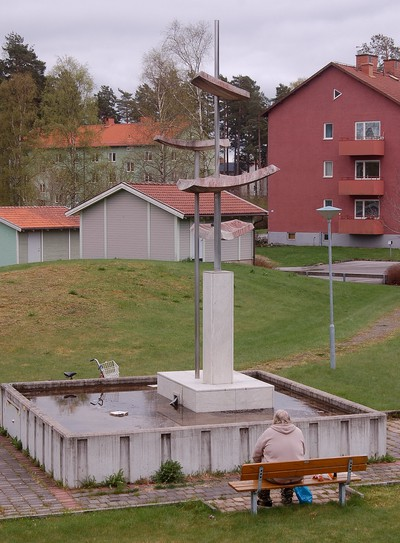
Molnets broder av Lennart Kindgren

Karl Edvin Lennart Kindgren, född 4 februari 1926 i Risinge församling, död 18 juli 1990 i Örebro Nikolai församling, var en svensk skulptör.
Han var bror till Bertil Kindgren.
Kindgren studerade vid Svenska Slöjdföreningens skola och Statens hantverksinstitut i Stockholm samt privata studier bland annat i USA, Ryssland och Grekland.
Bland hans 50-tal offentliga arbeten märks bland annat Molnets broder i Laxå, Eld och vatten i Norrköping Kopparvinge i Linköping och Ljudmediahuset Bullerboa i Örebro. Han tilldelades Örebro läns landstings Belöningsstipendium 1975.
Hans konst består av skulptural monumentalkonst och abstrakt emaljmåleri.
Kindgren är representerad med monumentala verk i bland annat Göteborg, Västerås, Karlskoga, Finspång och Skövde samt i ett flertal landsting. Kindgren är representerad vid Örebro läns museum och Örebro läns landsting.

### Fotnoter
1. 1 2  Sveriges dödbok 1860–2016, Version 7.00, Sveriges Släktforskarförbund: Kindgren, Karl Edvin Lennart
(19260204-6837)
RTB 90, SPAR 90?
2. ↑  Örebro läns museum
3. ↑  Konstsegment : en del av Örebro läns landstings konstinnehav, 1991, LIBRIS-ID:1282740, sid 108 och 170